# Crane, Oregon
Crane är en så kallad census-designated place i Harney County i Oregon. Vid 2020 års folkräkning hade Crane 116 invånare.